# Grangettes
Pour les articles homonymes, voir Grangette.
Grangettes (Grandzètè  en patois fribourgeois) est une localité et une commune suisse du canton de Fribourg, située dans le district de la Glâne.

## Géographie
Selon l'Office fédéral de la statistique, Grangettes mesure 331 ha. 5,1 % de cette superficie correspond à des surfaces d'habitat ou d'infrastructure, 68,8 % à des surfaces agricoles et 26,2 % à des surfaces boisées .
Grangettes est limitrophe de Le Châtelard, Marsens, Massonnens, Sâles et Vuisternens-devant-Romont.

## Démographie
Selon l'Office fédéral de la statistique, Grangettes compte 213 habitants en 2022. Sa densité de population atteint 64 hab./km2.
Le graphique suivant résume l'évolution de la population de Grangettes entre 1850 et 2008 :

## Patrimoine bâti
L’église dédiée à Saint-Maurice est érigée sur une butte isolée. Elle comporte un chœur gothique datant de 1430, une nef et un clocher reconstruits à partir de 1770 après un incendie. L’édifice restauré en 1980 a alors retrouvé sa voûte en bois du XVIIIe siècle. La célèbre croix calvaire à double face, en pierre, qui ornait précédemment le cimetière, a alors été mise à l’abri dans l’église. Juchée sur une colonne monolithe en pierre, elle est vénérée à Grangettes depuis la fin du Moyen Âge et a donné le thème des vitraux neufs, dont la réalisation a été confiée au peintre italien Anselmo Francesconi (1984). Ils illustrent les scènes douloureuses de la Passion du Christ qui culminent à la Crucifixion (Verrier Michel Eltschinger).